# Tira, Texas
Tira är en ort i Hopkins County i delstaten Texas, USA.